# داویده کالابریا
داویده کالابریا (ایتالیایی: Davide Calabria؛ زادهٔ ۶ دسامبر ۱۹۹۶) بازیکن فوتبال اهل ایتالیا است.

## عملکرد باشگاهی
کالابریا از سال ۲۰۰۶ عضوی از باشگاه آث میلان بوده و برای این تیم در رده‌های سنی مختلف بازی کرده‌است. او نخستین فراخوان خود برای تیم بزرگسالان را در بازی خارج از خانه مقابل لاتزیو، و در تاریخ ۲۵ ژانویه ۲۰۱۵ دریافت کرد؛ اما صرفاً نیمکت نشین باقی ماند و نتوانست در آن بازی به میدان برود. اولین بازی او در سری آ در تاریخ ۳۰ مه ۲۰۱۵ برابر آتالانتا به ثبت رسید؛ به این صورت که در دقیقه ۸۴ به جای ماتیا دی شیلیو به بازی آمد و میلان در نهایت موفق شد بازی را با پیروزی ۳–۱ به پایان برساند. در ۱۵ ژوئیه ۲۰۱۵، کالابریا به‌طور رسمی به تیم اول ارتقا یافت.
در ۲۲ سپتامبر، اولین بازی خود را به صورت فیکس و در پیروزی ۳–۲ مقابل پالرمو انجام داد. علی‌رغم تنها ۴۹ دقیقه بازی، از عملکرد او بسیار تمجید شد. پیش از فصل ۲۰۱۷–۱۸، میلان نزدیک به ۲۵ میلیون یورو برای جذب آندره آ کونتی هزینه کرد و به نظر می‌رسید که کالابریا دیگر در ترکیب اصلی میلان جایی نداشته باشد. اما در سپتامبر سال ۲۰۱۷، کونتی برای نخستین بار از ناحیه رباط صلیبی قدامی خود آسیب دید و در مارس ۲۰۱۸ نیز به دلیل مصدومیت، فصل را به‌طور کامل از دست داد. اینگونه بود که به کالابریا فرصت بیشتری رسید و توانست به عضوی تقریباً ثابت در ترکیب میلان تبدیل شود.
او فصل ۱۸–۲۰۱۷ را با ۳۰ بازی در تمامی رقابت‌ها به پایان رساند و اولین گل دوران حرفه ای خود در رده بزرگسالان را در تاریخ ۲۵ فوریه ۲۰۱۸ و در پیروزی ۲–۰ مقابل رم در استادیوم المپیکو به ثمر رساند.
در فصل ۱۹–۲۰۱۸ مجموعاً ۳۲ بازی در تمامی رقابت‌ها برای میلان انجام داد و موفق به ثبت ۱ گل و ۱ پاس گل شد.
در فصل ۲۰–۲۰۱۹ نیز در اکثر بازی‌های میلان حضور داشت و توانست در تمامی رقابت‌ها، مجموعاً ۲۷ بازی انجام دهد. این فصل نیز همچون فصل قبل توانست روی ۲ گل تأثیر مستقیم داشته باشد. اواخر آن فصل و طی نقل و انتقالات تابستانی، زمزمه‌هایی مبنی بر فروش او به گوش می‌رسید. در نهایت با تأیید مدیر ورزشی و سرمربی تیم، یعنی پائولو مالدینی و استفانو پیولی، مدافع راست ایتالیایی در میلان ماندنی شد و از فصل بعد به مهره ای بسیار مهم در خط دفاعی میلان تبدیل گردید.
در فصل ۲۱–۲۰۲۰، به اعتماد هواداران و سران باشگاه به خوبی پاسخ داد و در نهایت فصل را با تقریباً ۴۰ بازی در تمامی رقابت‌ها به پایان رساند. در طول بازی‌های لیگ موفق به ثبت ۲ گل و ۱ پاس گل شد. در مقطعی از فصل به دلیل مصدومین زیاد میلان، مجبور شد به عنوان هافبک دفاعی و در پست غیر تخصصی خود مقابل یوونتوس به میدان برود و اتفاقاً در آن بازی تک گل میلان را به ثمر رساند. در این فصل کالابریا یکی از تکل زنان برتر اروپا بود و توانست با ۱۰۱ تکل، رکورد بهترین تکل زن لیگ را به نام خود ثبت کند. علی‌رغم عملکردی بسیار خوب در طول فصل، روبرتو مانچینی او را به تیم ملی دعوت نکرد و بدین گونه کالابریا یورو ۲۰۲۰ را از دست داد.
در فصل ۲۲–۲۰۲۱ کالابریا به عنوان کاپیتان دوم تیم انتخاب شد و از آنجایی که السیو رومانیولی جایگاه خود در ترکیب اصلی میلان را از دست داده‌است، در اکثر بازی‌ها داویده کالابریا بازوبند کاپیتانی میلان را به بازو می‌بندد.

## عملکرد ملی
کالابریا در تاریخ ۱۳ اکتبر ۲۰۱۵ در بازی مقدماتی مقابل جمهوری ایرلند اولین بازی خود را برای زیر ۲۱سال ایتالیا انجام داد.
در ژوئن سال ۲۰۱۷، وی برای حضور در مسابقات قهرمانی زیر ۲۱ سال اروپا ۲۰۱۷ توسط سرمربی لوئیجی دی بیاجو در ترکیب تیم زیر ۲۱ سال ایتالیا قرار گرفت. ایتالیا در ۲۷ ژوئن و پس از شکست ۳ بر یک توسط اسپانیا در مرحله نیمه نهایی حذف شد.
در ۸ سپتامبر ۲۰۲۱ و در چارچوب رقابت‌های انتخابی جام جهانی، اولین بازی خود را برای تیم ملی ایتالیا مقابل لیتوانی انجام داد. در این بازی به عنوان یار تعویضی وارد زمین شد. مانچینی از او به عنوان مدافع چپ بازی گرفت و کالابریا نیز عملکرد خوبی از خود ارائه داد.

## سبک بازی
کالابریا یک مدافع راست با سرعت و مدرن است که نفوذهای خوبی انجام می‌دهد و به حملات هجومی تیمش کمک می‌کند. میل او به هجوم تأثیرات زیادی را در حمله‌های تیمی به دنبال دارد. توانایی‌های بالای او در سانتر کردن، تکنیک و قدرت دریبلینگ مناسب و همچنین قدرت شوت زنی بالا، او را به یک دفاع راست مطمئن و آینده دار تبدیل کرده‌است. به عنوان یک بازیکن جوان، توانایی‌های او در دفاع و به خصوص تکل زنی و قدرت تصمیم‌گیری بالا ستودنی است. اگرچه بازیکنی با فیزیک بدنی بسیار بالا نیست، اما از سرعت و استحکام بدنی خوبی برخوردار است. او همچنین می‌تواند به سرعت موقعیت دفاعی خود را بهبود ببخشد و این موضوع باعث می‌شود روی توپ‌های ارسالی پوشش خوبی داشته باشد. علی‌رغم اینکه اغلب در پست دفاع راست به کار گرفته می‌شود، اما او توانایی بازی در پست‌های دیگری مثل هافبک دفاعی یا دفاع چپ را نیز دارا می‌باشد. کالابریا راست پا است اما با پای چپ خود نیز بسیار خوب و مسلط کار می‌کند.

## آمار حرفه‌ای

### باشگاهی
تا تاریخ ۱۹ اکتبر ۲۰۱۷
| باشگاه     | فصل        | لیگ        | لیگ  | لیگ | جام  | جام | اروپا | اروپا | دیگر | دیگر | مجموع | مجموع |
| باشگاه     | فصل        | دسته       | بازی | گل  | بازی | گل  | بازی  | گل    | بازی | گل   | بازی  | گل    |
| ---------- | ---------- | ---------- | ---- | --- | ---- | --- | ----- | ----- | ---- | ---- | ----- | ----- |
| میلان      | ۱۵–۲۰۱۴    | سری آ      | ۱    | ۰   | ۰    | ۰   | —     | —     | —    | —    | ۱     | ۰     |
| میلان      | ۱۶–۲۰۱۵    | سری آ      | ۶    | ۰   | ۲    | ۰   | —     | —     | —    | —    | ۸     | ۰     |
| میلان      | ۱۷–۲۰۱۶    | سری آ      | ۱۲   | ۰   | ۱    | ۰   | —     | —     | —    | —    | ۱۳    | ۰     |
| میلان      | ۱۸–۲۰۱۷    | سری آ      | ۱۵   | ۱   | ۳    | ۰   | ۵     | ۰     | —    | —    | ۲۳    | ۱     |
| مجموع آمار | مجموع آمار | مجموع آمار | ۳۴   | ۱   | ۶    | ۰   | ۵     | ۰     | ۰    | ۰    | ۴۵    | ۱     |

## افتخارات

### باشگاهی
میلان
- سوپرجام فوتبال ایتالیا: ۲۰۱۶

آ ث میلان
- سری آ(۱): ۲۲–۲۰۲۱